# 予算
予算（よさん）とは、収入や支出の計画、また、一会計年度における中央政府や地方政府の歳入・歳出の計画。
日本語の「予算」には一定期間の収入と支出の予定や計画という意味があり、政府だけでなく企業や家計といった経済主体でも策定される。予算には、中央政府や地方政府などが歳入や歳出に関して編成する公会計のものと、企業などが収入や支出に関して編成する私会計のものとがある。一方、英語のバジェット（budget）は、もともと予算書を入れる革鞄を語源としており、一般的には政府が策定する強制力に裏打ちされた拘束力のある文書をいう。

## 公会計における予算
予算とは、一定の期間における政府の支出計画を法律または法律に準じた形式で規定し、議会において承認されたものをいう。
財政学上の予算は社会を強制力によって統合する統治行為が存在すれば必ず存在するというものではない。封建領主が領主としての家計の支出計画を策定していたとしても、封建領主はそれを自由に変更できるから、拘束力のある文書としての性格を持たない。支配者が本源的生産要素を領有している国家では予算を作成する必要はない。被支配者が本源的生産要素を私的所有するようになって初めて国家に予算という概念が登場することとなった。
政府活動に伴う収入と支出をすべて予算に盛り込むとする原則をとると、一定期間ごとに議会承認を得る制度を採らざるをえない。この一定の期間を予算会計年度という。予算会計年度は通常は1年間である。日本やイギリスでは4月から翌年3月までを予算会計年度としている。フランスやドイツでは1月から12月までを予算会計年度としている。アメリカでは10月から翌年9月までを予算会計年度としている。なお、アメリカの州予算では予算の期間を2年間としている州もある。

### 予算の形式
欧米諸国など多くの国々では歳入法と歳出法という法律の形式で成立する。予算を法律とする形式を採用とすると、フランスのように歳入法が議会で成立しない限り、その年度の租税を徴収することができない。課税にも毎年度の予算での議会承認を必要とする方式を一年税主義という。
日本では法律という形式をとらず、国会の審議と議決を経て、法律に準じる形式で予算を成立させる（日本国憲法第86条）。日本では予算を法律とする形式を採用しないので、租税法が成立すれば、その法律が存在する限りは自動的に徴税することができる。予算と法律を区別したうえで法律（租税法）によって課税する方式を永久税方式という。

### 予算の機能
- 政策的機能
予算の政策的機能とは、予算が国のあらゆる政策の実行を資金的に可能にするための手段となっているという機能であり、公共政策を実行するための資金が予算として計上され、予算は政策の実施ための資金をどのように調達するかという資金的裏付けとなっている[13]。
- 政治的機能
予算の政治的機能とは、予算が政府の政治的行動計画を貨幣的に表現する手段となっているという機能であり、政権担当政党としての政府は再選可能性を目指したり政治理念を実現するために予算的措置を講じている[8]。
- 統制機能
予算の統制機能とは、予算は立法府（議会）が行政府（政府）を統制するための手段となっているという機能である[8]。歳入予算については、租税収入や公債収入の予算の承認や、その背後にある租税法や財政法などの法律を制定することで政府を統制する[8]。また、歳出予算については、予算内容や予算執行責任を明確にし資金の使途をチェックする[8]。
- 管理機能
予算の管理機能とは、予算が資金の効率的利用を高める管理手段となっているという機能であり、産出水準を明確に定めることで費用最小となる生産方式ないし投入方法を追求し、資金の効率的活用のために予算は利用される[14]。
- 計画機能
予算の計画機能とは、予算が経済政策などの政策の計画化及び運営の手段となっているという機能をいう[15]。

### 予算原則

#### 古典的予算原則
予算原則とは国民が毎年度編成される予算を議会を通じてコントロールするため定式化された基準をいう。19世紀半ばにイギリスで確立された予算原則を古典的予算原則という。
- 完全性の原則（総計予算主義の原則）
完全性の原則（総計予算主義の原則）とは、すべての収入と支出を漏れなくそのまま総額で計上することを求める原則をいう[17][18]。予算を通じた財政のコントロールのためには、すべての収入と支出が隠されることなく予算に編入されている必要があるからである[18]。日本では財政法第14条に規定されている[15][18]。企業など民間の経済主体では収入を取得するのに必要な経費を収入から控除する純計主義も認められるが、政府を経済主体とする場合には議会の決定通りにコントロールされているという合法性が重視さるため収入と支出の差額のみを計上しない総計主義が用いられる[18]。
- 統一性の原則（単一性の原則）
統一性の原則（単一性の原則）とは、収入と支出は単一の予算として計上しなければならず、予算は複数あってはならないとする原則をいう[17][19]。予算が複数並立すると相互の関係が複雑化し統制機能が果たせなくなったり、効率的な資金利用が困難になり管理機能を果たせなくなるからである[17]。統一性の原則は1787年にイギリスの統合国庫基金法で実現された予算原則である[19]。統一性の原則は特定の収入を特定の支出に結び付けて充当することを禁止するノンアフェクタシオンの原則の基礎となっている[17][19]。この統一性の原則を貫くことは現代の財政運営では事実上不可能となっており特別会計の制度が設けられている[20]。
- 明確性の原則（明瞭性の原則）
明確性の原則（明瞭性の原則）とは、予算の内容は収入の源泉・支出の目的・責任の所在などが国民にも明瞭に理解されうるような形式でなくてはならず、予算内容について目的別・機関別などに合理的・体系的に明確化され、かつ概観は容易な数量的表現で示さなければならないとする原則をいう[19][21]。
- 排他性の原則
排他性の原則とは、予算には歳入及び歳出以外の事項を記載してはならないとする原則をいう[17]。
- 厳密性の原則
厳密性の原則とは、予算の編成にあたって、予算に計上される予定収入と予定支出の見積もりは可能な限り正確でなければならないという原則をいう[17][22]。意図的に収入を過少に見込んだり、支出を過大に見込んだりすると、行政府に財政操作を行う余地が生じ、議会による財政統制が有効に機能しなくなるためである[22]。しかし、実際には正確な見積もりには限界があるため、収入を控えめに支出を多めに見積もる慎重主義が採用されており、一般に予算規模の3%ほどの歳計剰余を生じるように見積もられるのが一般的である。
- 事前性の原則
事前性の原則とは、予算は当該会計年度が開始するまでに編成を終え、議会の承認を得ておかなければならないという原則をいう[23][24]。事前性の原則を厳格に適用すると、会計年度の開始までに予算の議会承認が得られなかった場合には、行政活動は停止せざるを得なくなり予算空白を生じる[24]。予算空白に対しては、前年度予算をそのまま新年度にも施行する施行予算という方法もあるが、議会の予算審議権を著しく制限することとなる[24]。予算空白に対するもう1つの方法として、短期間にわたる暫定予算を編成して対応する方法がある[24]。日本の場合、大日本帝国憲法下では憲法第71条で前年度施行予算の制度を採用していたが、日本国憲法下での予算制度は暫定予算の制度を採用している[25]。
- 限定性の原則
限定性の原則とは、予算に計上された経費について、年度間での融通、支出目的間での融通、支出額の超過を禁じる原則をいう[23]。それぞれ会計年度独立の原則、流用禁止の原則、超過支出禁止の原則と表現される[23]。なお、会計年度独立の原則は、それぞれの会計年度の支出はその会計年度の収入で賄わなければならないとする原則であり、予算は会計年度ごとに作成して議会の承認を得なければならないという単年度原則とは意味が異なるが、単年度原則は会計年度独立の原則の前提となっている[26]。
- 公開性の原則
公開性の原則とは、予算に関する情報は議会に対してのみならず国民に対しても公開されるべきことを求める原則をいう[23]。予算の数値の公開は一般には1781年にフランス蔵相のネッケルが「国王への財政報告書」を公開して始まったとされている（ただし、イギリスでは名誉革命以後、予算数値の公開は行われていた）[27]。さらに公開性の原則は、議会での予算審議のためだけでなく、国民全体への公開が必要と考えられるようになり、この意味での公開性の原則が確立するのは1834年にイギリス議会に新聞記者席が設置されてからであるとされている[27]。

#### 現代的予算原則
現代の財政運営では、より行政府に裁量と責任を与え、予算手続も多元化すべきであるという考えから、ハロルド・スミスなど現代的な予算原則を提唱する者が現れ、これらの予算原則は現代的予算原則と呼ばれている。
現代的予算原則は企業会計原則の公会計への適用を目指すものだが、財政には社会統合という統治を被支配者が行うという民主主義原理が基本にあり市場社会はこれを否定するわけにはいかないため、効率性の要請と財政民主主義のバランスをとる必要があると考えられている。

### 予算循環
予算は会計年度ごとに作成されるが、1つの予算が運営される過程には通常3年度以上の年月を辿るとされ予算循環と呼ばれている。予算循環には、立案過程、決定過程、執行過程、決算過程の4つの過程がある。このうち予算の立案過程と決定過程はまとめて編成過程とも呼ばれる。
議院内閣制の国々では内閣が予算を立案して議会に提出する。アメリカは大統領制の国であり予算の作成も議会に権限があるが、1921年に大統領のもとに予算局が設置され、その予算書をもとに議会が歳出予算法を決定している。いずれの国でも実際の予算の立案は行政府が行っている。

### 予算改革

#### 予算の編成
- 事業別予算制度
行政目的の効果的な達成の観点から、事業目的に従い管理する。
- ゼロベース予算(ZBB(Zero-Base Budgeting))
全ての計画を、会計年度ごとに新規事業とみなしてゼロから査定する方式。
- 増分主義
承認された歳出項目に関して、「前年度比○%増の範囲」という方式で予算を組むこと。
- シーリング方式（概算要求基準）
財政規模抑制の必要性から採用され、予算全体としての規模を一定の基準におさめる方式。
- 計画事業予算制度(PPBS(Planning-Programming-Budgeting System))
アメリカで費用便益分析の手法を導入し、政策に対して、効果を同一の基準で複数の代替的な政策の効果を比較測定し、それに基づき予算の削減・増額を決定する方式。
- サンセット（時限）方式
全ての予算項目を例外なく時限措置とし、必要性が認められた支出だけ継続される方式。

#### 裁量予算制度（行政需要予算制度）
航空/陸上運送量や隣国の軍事力等、客観的・統計的基準によって各行政部局の担当する行政サービス需要の前年対比伸長率を算定し、それを元に各行政部局への予算配分枠を決定し、部局予算枠内で内部留保と各部局の裁量権を許容する制度を言う。
実際問題として各部局への配分予算枠は歳出化経費を割り込む事はできないので、歳出化経費予算と新規事業予算を分け、基準年度歳出化経費と行政需要伸長率に基いて当該年度の歳出化経費枠ガイドラインを定め、行政需要が縮小して歳出化経費がガイドラインを超過している部局については、超過額に応じた法定率での人員削減や耐用年数延長を行い削減した上で超過を認め、残額を新規事業予算として基準年度新規事業費と行政需要伸長率に応じて各部局に配分する事になる。
- 長所
  - 予算配分が財務部局の裁量ではなく、客観的・統計基準によってなされるため、既得権益や政治圧力の影響が弱まり、必要な部局に予算を重点配分できる。
  - 現行予算制度では各部局が節約しても内部留保が認められず、却って次年度より予算が減らされるので各部局側で節約動機が働きにくいが、内部留保が認められることによって各部局の節約意欲が高まる。
  - 行政需要縮小部局での人員削減が自動的になされる。
- 問題点
  - 財務部局の裁量権縮小に繋がるので財務部局の協力を得るのが困難
  - 各部局会計（特会）の赤字が全体予算の歳出化経費化すると、有効性を減じる。
  - 行政需要算定基準策定や、同基準策定の有識者委員会人選で公平性の確保が問題。

#### 複数年度予算制度
複数年度で予算を策定し、各部局が単年度で使い残した予算を当該部局の次年度の新規事業に充当する事を認める制度である。
- 長所
  - 内部留保が認められる事により各部局で節約動機が働く。耐用年数見直しと併用すれば、同額予算で多くの新規事業が可能になる。
  - 裁量予算制度（行政需要予算制度）に比べれば、財務部局の予算認否権が残存する分だけ財務部局等の協力が得られる可能性がある。
- 問題点
  - 各省庁間の予算配分が固定化・既得権益化している現状は変えられない。例えば周辺国の軍拡に応じて防衛予算への配分を増やす事が実際上不可能な一方、必要性の疑わしいダム等は作られ続ける。
  - 行政需要縮小部局の人員削減が政治問題化して進まない
  - 各部局（特会）の赤字が全体予算の歳出化経費化すると、有効性を減じる。
  - 単年度予算制度より作成に手間が掛かり、特に財務部局の負担が大きく、人員増強が必要。
  - 財務部局の予算作成の負担が激増する。

### 日本の予算制度

#### 国家予算
日本の国家予算は財政法に規定する一般会計予算及び特別会計予算で構成されており、このほかに各特別法に規定する政府関係予算がある。会計年度は4月～3月である。予算の法的性格について学説は、予算行政説、予算法律説、予算国法形式説（通説）に分かれている。通説によれば予算は法律とは異なる法形式として成立する。日本では歳入・歳出ともに国会の議決を必要としている。
予算は、予算総則、歳入歳出予算、継続費、繰越明許費及び国庫債務負担行為とする（財政法第16条）。
内閣は、毎会計年度の予算を作成し、国会に提出して、その審議を受け議決を経なければならない（憲法86条）。予算を国会に提出する権能は内閣にあり（憲法73条第5号）、財務省が各省庁と協議の上作成し、閣議決定された後、1月中に国会に提出される（財政法第27条）。
予算は衆議院に先に提出しなければならない（憲法60条第1項）。参議院で衆議院と異なった議決をした場合に両院協議会を開いても意見が一致しないとき、又は参議院が衆議院の可決した予算を受け取った後に国会休会中の期間を除いて30日以内に議決しないときは、衆議院の議決が国会の議決となる（日本国憲法第60条第2項）。
予算が成立したときは、内閣は、国会の議決したところに従い、各省各庁の長に対し、その執行の責に任ずべき歳入歳出予算、継続費及び国庫債務負担行為を配賦する（財政法第31条）。各省各庁の長は、歳出予算及び継続費について、各項に定める目的以外に使用することはできない（財政法第32条）。
戦後、特に旧大蔵省時代は政府予算案の公開とともに、予算総額の数字の並びを用いて、旧大蔵省が語呂合わせを発表するのが恒例行事であった。好印象の言い回しで希望的な意味合いを持たせ、予算の広報と話題作りを狙ったものである。さらに、このニュースに合わせて報道機関各社が別途独自に語呂合わせを作ることもある。こちらの場合は、皮肉を込めたものが多い。現在でも、地方自治体のなかには、予算決定とともに語呂合わせを発表する所がある（大蔵省による一般会計予算の語呂合わせを参照）。

#### 地方予算
地方公共団体の予算の考え方については、国の予算とほぼ同じである。この節で、地方自治法は条数のみ記載する。
- 総計予算主義
一会計年度における一切の収入及び支出は、すべてこれを歳入歳出予算に編入しなければならない(第210条）。
- 予算の提案等
長は、毎会計年度予算を調製し、年度開始前に、議会の議決を経なければならない。この場合において、長は、遅くとも年度開始前、都道府県及び指定都市にあつては30日、その他の市及び町村にあつては20日までに当該予算を説明書と共に議会に提出するようにしなければならない(第211条）。
議会は、予算について、増額してこれを議決することが出来るが、長の予算の提出の権限を侵すことはできない（第97条2項）。
予算を議会に提出する権限は、地方公共団体の長に専属し、議会及び他の執行機関（教育委員会、選挙管理委員会などの委員会）は、予算の提案権はない。
地方公営企業については、公営企業の管理者が予算原案を作成し、地方公共団体の長が予算を調製し、議会に提案する(地方公営企業法第24条)。
- 予算の内容（第215条）
  1. 歳入歳出予算
予備費（第217条）
  2. 継続費
経費をもつて支弁する事件でその履行に数年度を要するものについては、予算の定めるところにより、その経費の総額及び年割額を定め、数年度にわたつて支出する経費（第212条）。
  3. 繰越明許費
歳出予算の経費のうちその性質上又は予算成立後の事由に基づき年度内にその支出を終わらない見込みのあるものについて、翌年度に繰り越して使用する経費（第213条）。
  4. 債務負担行為
  5. 地方債
  6. 一時借入金
  7. 歳出予算の各項の経費の金額の流用

## 外国の国家予算制度

### アメリカ合衆国の予算制度
アメリカ合衆国の連邦予算は、連邦政府所有の資金を経理するための連邦資金と連邦政府に信託される資金を経理するための信託資金で構成される。会計年度は10月～9月である。予算は通常13本からなる歳出予算法として成立し、歳入は単なる見通しとして提示が行われるにすぎない。大統領は予算の提出権を持たない。大統領は年初ごとに予算教書を議会に提出するが、予算教書は議会での直接の議決対象ではなく、各歳出予算法案の原型となる。歳入予算法案は憲法の規定により下院の先議となっており、歳出予算法案も慣習により下院の先議となっている。

### イギリスの予算制度
イギリスの国家予算は統合国庫資金と国家貸付資金で構成される。統合国庫資金は日本でいう一般会計、国家貸付資金は日本でいう財政投融資計画に相当する。会計年度は4月～3月である。統合国庫資金の議定費は議定費歳出法という法律として成立する。統合国庫資金の既定費と歳入見積り及び国家貸付資金は議会による議決の対象となっていない。予算編成権は内閣に専属しているが、慣例で法案はすべて議員提出となっており、予算法案も大蔵大臣の名で提出される形式となっている。予算は下院に先議権がある。

### ドイツの予算制度
ドイツの国家予算は総予算と個別予算で構成される。総予算は予算一覧、資金調達一覧、信用資金計画で構成される。省庁別の歳入や歳出などが個別予算の内容となる。会計年度は1月～12月である。予算は法律（予算法）の形式で成立する。予算法には歳入歳出額が示され付録として総予算が添付される。個別予算は議決対象ではあるが形式的には予算法の一部とはされておらず公布手続もない。予算編成権は内閣に専属しており、予算法案は連邦議会と連邦参議院に同時に提出される。

### フランスの予算制度
フランスの国家予算は確定資金操作と暫定資金操作で構成される。確定資金操作は一般会計に当たる一般予算と付属予算で構成される。暫定資金操作では償還を前提とする資金操作が扱われる。会計年度は1月～12月である。予算は法律（予算法）の形式で成立し、歳入も歳出も議会での議決を要する。予算編成権・予算提出権は内閣に専属しており、予算法案は国民議会に先議権がある。

## 私会計における予算
企業で「予算」と言う場合、まず経営ビジョンに基づいて設定した具体的な目標があり、その目標を数字として表現したものである。予算の分類のしかたはいくつかある。例えば「売上予算」「費用予算」「投資予算」などに分類することができる。
企業の会計としては当然企業会計になるが、そのうち管理会計に関係する。
企業の予算は、収入・売上をどう見積もるか、というところに特に重点が置かれる。
グロービスのMBA用語集では、予算の立て方の原型を2つ挙げている。「トップダウン型」「ボトムアップ型」である。
ここで言う「トップダウン型」とは、経営陣が一方的に各部門の予算を決める予算の立て方である。これは、現場の意見が反映されていないので、現場の人から見ると予算がノルマと感じられてしまう傾向があり、現場の人の動機づけが難しくなるという面がある。いわゆるモチベーションや士気が下がってしまうのである。
「ボトムアップ型」は、各現場が自主的に予算を設定し、これを部門ごとに集計することを積み上げて、最終的に全社予算を設定する予算の立て方である。こちらのほうは、各現場の予算を合算しただけでは、会社全体としての利益目標とかけ離れてしまうといった側面がある。
どちらも大きな難点があるわけである。したがって、健全な経営が行われている企業では、しばしば問題点を減らし、両方の良い特徴を持つ予算が立てられるようにと調整作業が行われる。
例えば、経営陣は経営陣で企業として必要だと思われる予算原案・素案をつくり、現場側・各部門側は現場の視点で見た可能な予算原案・素案をつくり、相方がそれらを持ち寄って顔をつきあわせて議論を重ねるための場を設け、互いに、各数字を算定した事情を説明したり、相手の説明を聞いて相手側の事情の理解すべく努め、その上で、相方が納得できる数字を見出すべく調整作業を行うのである。